# ベルヴェデーレ・ディ・スピネッロ
ベルヴェデーレ・ディ・スピネッロ（イタリア語: Belvedere di Spinello）は、イタリア共和国カラブリア州クロトーネ県にある、人口約2,300人の基礎自治体（コムーネ）。

## 地理

### 位置・広がり

#### 隣接コムーネ
隣接するコムーネは以下の通り。
- カザボーナ
- カステルシラーノ
- ロッカ・ディ・ネート
- サンタ・セヴェリーナ

## 行政

### 分離集落
ベルヴェデーレ・ディ・スピネッロには、以下の分離集落（フラツィオーネ）がある。
- Belvedere, Spinello, Poligrone